# Белоручейская узкоколейная железная дорога
Белоручейская узкоколейная железная дорога расположена в Вытегорском районе Вологодской области. Является собственностью Белоручейского леспромхоза. Единственная сохранившая узкоколейная железная дорога в Вологодской области.

## История
Белоручейская узкоколейная железная дорога строилась с 1921 года, как наиболее подходящий вид транспорта для освоения территории, прилегающей к Волго-Балтийскому каналу. Место для нижнего склада было выбрано у деревни и пристани Белый Ручей. Строящийся посёлок лесозаготовителей был «условно» назван Депо, так как здесь появилось главное депо узкоколейной железной дороги. Позднее это название утвердилось в качестве официального. Вывозка леса по дороге осуществлялась паровозами.
В 1950-х — 1960-х годах узкоколейная железная дорога активно развивалась. В 1965 году магистраль Депо — Янишево была электрифицирована. В леспромхоз поступили два опытных электровоза ЭКоу-4 Демиховского машиностроительного завода. Электровозы проработали на дороге до конца 70-х годов, после чего контактная сеть была демонтирована. К этому времени ЭКоу-4 выработали свой ресурс, а выпуск других магистральных узкоколейных электровозов начат не был. Параллельно с электровозами вывозка леса велась тепловозами ТУ4. В 70-х годах все они были заменены магистральными тепловозами ТУ7. А на смену мотовозам МД54-4 Истьинского машиностроительного завода, выполнявшим хозяйственные и манёврово-вывозные операции, поступили тепловозы ТУ6А.
В начале 70-х годов дорога имела две магистрали — Северную и Восточную, их общая протяжённость составляла 58 км. Развилка находилась на 9-м км, у посёлка Красный Бор. Северная вела в посёлок Лесной, а Восточная — в посёлок Саменжу.
К 1980 году Восточная магистраль вышла в лесной посёлок Янишево, дальше которого к границе с Архангельской областью шли высокие хвойные леса
Одновременно с Белоручейской действовала Рубежская узкоколейная железная дорога. Сначала Рубежская узкоколейная железная дорога была обособленной, лес по ней доставлялся на нижний склад в посёлок Павшозеро, на берег Волгобалта. В начале 80-х годов магистраль Рубежской дороги вышла на 37-й км Белоручейской дороги. Обе дороги были объединены в общую железнодорожную сеть, по связке дорог велись грузовые перевозки — часть леса с Рубежской узкоколейной железной дороги поступала на нижний склад в Белый Ручей. Связано это было с малой мощностью и постепенным упразднением нижнего склада в Павшозере. Рубежские тепловозы ТУ6А привозили груз с делянок на 8-й разъезд, откуда состав брали магистральные тепловозы ТУ7 Белоручейской узкоколейной железной дороги. Но единая сеть просуществовала недолго. В середине 90-х годов в связи с сокращением лесозаготовок лесопункт в Павшозере был упразднён, Рубежская узкоколейная железная дорога была полностью ликвидирована. 
Наибольшую протяжённость узкоколейная железная дорога имела в конце 1970-х — начале 1980-х годов: 87 км главной магистрали от станции Депо до реки Гусинец, 47 км — Рубежская узкоколейная железная дорога, 14 километров — линия от станции Красный Бор к посёлку Северный и далее в лес. Кроме того, было не менее 40 км других веток. На дороге насчитывалось 6 посёлков: Депо, Павшозеро, Красный Бор, Северный, Саменжа, Янишево. Во всех посёлках, кроме Депо и Павшозеро основным средством сообщения была узкоколейная железная дорога.
К началу 1990-х годов посёлки Красный Бор и Лесной были выселены, Северная магистраль разобрана, основной район лесозаготовок переместился за Янишево. Там параллельно с узкоколейной железной дорогой стала применяться вывозка леса автотранспортом. Лесовозная автодорога была островной, то есть не имеющей связи с цивилизацией. В Янишево был построен промежуточный склад леса, на котором привезённая автомобилями древесина перегружалась в вагоны узкоколейки. Со второй половины 90-х годов лесопункт Янишево полностью перешёл на автовывозку. Строительство усов прекратилось, магистраль и все ветки под Янишево были разобраны, узкоколейная железная дорога стала работать исключительно как магистраль, связывающая промежуточный склад в Янишево с нижним складом в Белом Ручье. С тех пор её протяжённость стала неизменной — 63 км.

### Настоящее время
По состоянию на 2021 год, протяжённость Белоручейской узкоколейной железной дороги составляет 63 км. Существует только одна линия Депо — Янишево, все ответвления в лес заброшены и почти полностью разобраны. Вывозка леса непосредственно с делянок не производится. Хлысты доставляются автолесовозами в Янишево, там они перегружаются в сцепы узкоколейной железной дороги стационарными консольно-козловыми кранами. Ежедневно из Янишево на нижний склад леспромхоза в посёлке Депо отправляется 2-3 состава гружёных хлыстами сцепов. На нижнем складе хлысты проходят переработку. Далее автомобильным и водным транспортом древесина отправляется потребителям.
Пассажирских перевозок не существует.

## Подвижной состав

### Локомотивы
- ТУ7 — № 2240, 2355, 2406 (разрезан), 2463, 2880
- ТУ7А — № 3334
- ТУ6Д — № 0289
- ТУ8 — № 0017, 0055, 0064

### Вагоны
- Вагоны-сцепы
- Крытые вагоны
- Вагоны-цистерны
- Хопперы-дозаторы
- Вагоны-платформы
- Пассажирские вагоны ПВ40
- Вагон транспортёр для перевозки крупногабаритной техники.

### Путевые машины
- Несамоходная крановая установка (Валочно-пакетирующая машина ЛП-19 на платформе)
- Плужные снегоочистители
- Пожарный поезд

### Частные средства передвижения
- Самодельные «пионерки»

## Фотогалерея
- Нижний склад
- Тепловоз ТУ8-0064 с грузовым поездом
- Тепловозы ТУ7-2240, ТУ8-0064 и ещё один ТУ7 на станции Депо
- ТУ6Д-0289 с порожним поездом
- фото от 12.05.17
- фото от 12.05.17
- фото от 12.05.17